# Talco
El talco es un mineral de la clase 9 (silicatos), según la clasificación de Strunz, de color blanco a gris azul. En la  escala de Mohs se toma como patrón de la menor dureza posible, asignándole convencionalmente el valor 1. Es un compuesto inerte que no es afectado por el ambiente.
Es un mineral de arcilla, compuesto por hidrato  de magnesio silicato con la fórmula química Mg3Si4O10(OH)2. El talco en polvo, a menudo combinado con almidón de maíz, se utiliza en polvo como talco para bebés. Este mineral se utiliza como agente espesante y lubricante. Es un ingrediente de cerámica, pintura y material para tejados. Es un ingrediente principal en muchos cosméticos. Se presenta en forma de foliada a fibrosa masas, y en una forma de cristal excepcionalmente rara. Tiene un clivaje basal perfecto y una fractura plana irregular, y está foliado con una forma plateada bidimensional.

## Etimología
La palabra española talco procede del latín medieval talcum. Se cree que la palabra fue acuñada en el año 1546 por Agricola, a partir de las palabras árabes تلك  tilk o طلق ṭalq, que provienen del  persa تالک tâlaq, que significa puro, probablemente en al alusión al color de su polvo. En la antigüedad el término fue utilizado para nombrar varios minerales relacionados, incluyendo el talco, las micas y la selenita.

## Formación

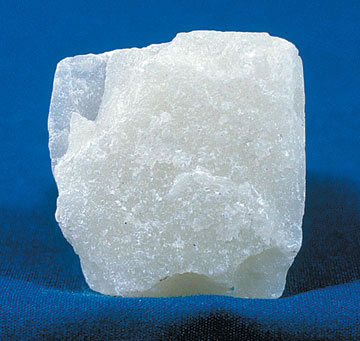
Bloque de talco

El talco se forma principalmente a partir del metamorfismo de minerales magnesianos como serpentina, piroxeno, anfíbol y olivino, en presencia de dióxido de carbono y agua. Esto se conoce como "carbonatación del talco" o "esteatización" y produce un conjunto de rocas conocidas como carbonato de talco.
El talco se forma principalmente por hidratación y carbonatación mediante esta reacción:
Mg3Si2O5(OH)4 +  CO2 → Mg3Si4O10(OH)2 + MgCO3 +  H2O
que sus compuestos son
Serpentine + dióxido de carbono -> talco + magnesita + agua
El talco también puede formarse por reacción entre la dolomita y el sílice, lo que es típico de la skarnificación de dolomías por inundación de sílice en aureolas metamórficas de contacto:
CaMg(CO3)2 +  SiO2 + H2O → Mg3Si4O10(OH)2 +  CaCO3 +  CO2
Dolomita + silicato + agua ->talco + calcita + dióxido de carbono
El talco también puede formarse a partir de clorita magnésica y cuarzo en el metamorfismo esquisto azul y eclogita mediante la siguiente reacción metamórfica:
clorita + cuarzo → cianita + talco + agua
El talco también se encuentra como mineral diagenético en rocas sedimentarias donde puede formarse a partir de la transformación de precursores metaestables de magnesio-arcilla hidratada como querolita, sepiolita o estevensita que pueden precipitar del agua marina y lacustre en determinadas condiciones.
En esta reacción, la proporción de talco y cianita depende del contenido de aluminio, con rocas más aluminosas favoreciendo la producción de cianita. Esto se asocia típicamente con minerales de alta presión y baja temperatura tales como fengita,  granate, y glaucófana dentro de la facies del esquisto azul inferior. Tales rocas son típicamente blancas, friables y fibrosas, y se conocen como
esquisto blanco.
El talco es un mineral de capas trioctaédricas; su estructura es similar a la de la pirofilita, pero con magnesio en los sitios octaédricos de las capas compuestas. La estructura cristalina del talco se describe como TOT, lo que significa que se compone de capas paralelas TOT débilmente unidas entre sí por débiles fuerzas de van der Waals. A su vez, las capas TOT están formadas por dos láminas tetraédricas (T) fuertemente unidas a las dos caras de una única lámina trioctaédrica (O). El débil enlace entre las capas TOT es lo que confiere al talco su perfecto clivaje basal y su suavidad. {ref>.
Las láminas tetraédricas están formadas por tetraedros de sílice, que son iones de silicio rodeados por cuatro iones de oxígeno. Los tetraedros comparten cada uno tres de sus cuatro iones de oxígeno con tetraedros vecinos para producir una lámina hexagonal. El ión oxígeno restante (el ión oxígeno apical) está disponible para enlazarse con la lámina trioctaédrica.
La lámina trioctaédrica tiene la estructura de una lámina del mineral brucita. Los oxígenos apicales ocupan el lugar de algunos de los iones hidroxilo que estarían presentes en una lámina de brucita, uniendo fuertemente las láminas tetraédricas a la lámina trioctaédrica.
Las láminas tetraédricas tienen una carga negativa, ya que su composición mayoritaria es Si4O104-. La lámina trioctaédrica tiene la misma carga positiva, ya que su composición mayoritaria es Mg3(OH)24+ Por lo tanto, la capa TOT combinada es eléctricamente neutra.
Debido a que los hexágonos de las láminas T y O son ligeramente diferentes en tamaño, las láminas se distorsionan ligeramente cuando se unen en una capa TOT. Esto rompe la simetría hexagonal y la reduce a simetría monoclínica o triclínica. Sin embargo, la simetría hexaédrica original es discernible en el carácter pseudotrigonal de los cristales de talco.

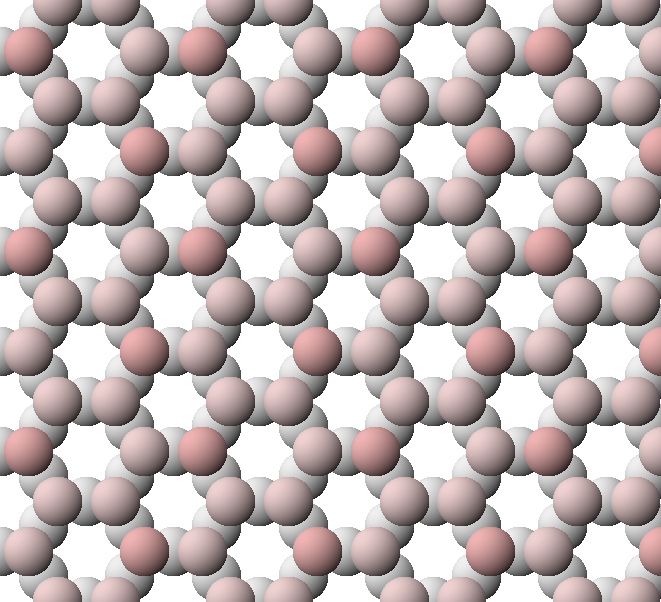
Vista de la estructura laminar tetraédrica del talco. Los iones de oxígeno apicales están teñidos de rosa.
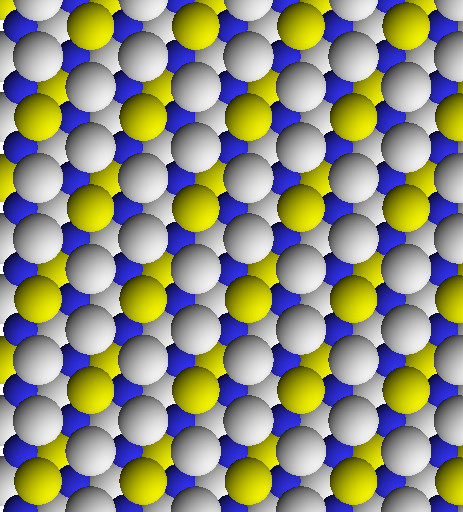
Vista de la lámina trioctaédrica del talco. Las esferas amarillas son de hidroxilo; las azules, de magnesio. Los sitios de unión del oxígeno apical son blancos.
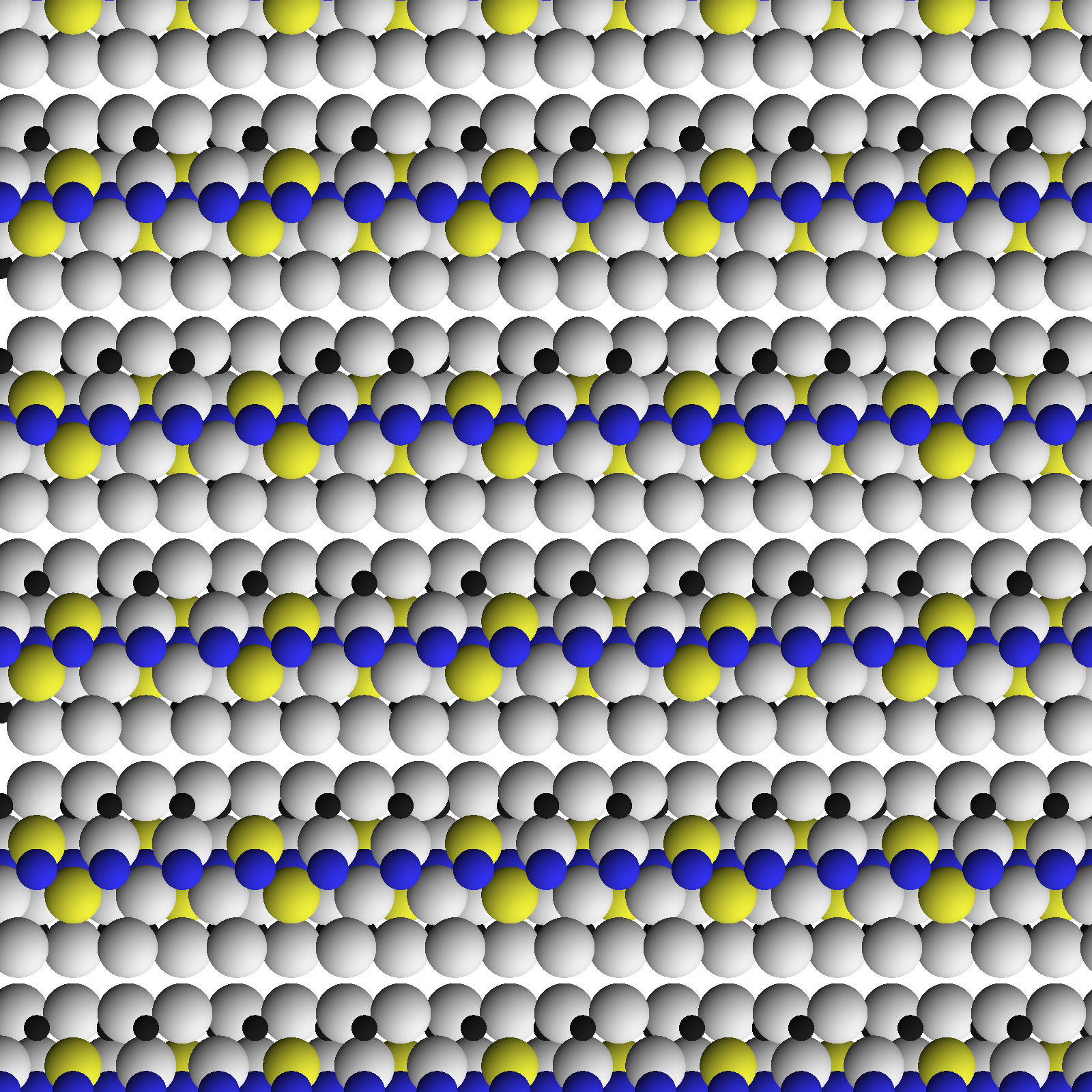
Cristal de talco visto a lo largo del eje [100], mirando a lo largo de las capas del cristal.

## Clasificación
Según la clasificación de Nickel-Strunz, el talco pertenece a "09.EC - Filosilicados con llanos de mica, compuestos por redes tetraédricas y octaédricas". Para ver los minerales relacionados, véase: minerales relacionados. Según la clasificación de Dana, el talco forma parte del grupo 71.2 - Filosilicados con llanos de anillos hexagonales y llanos de anillos hexagonales con capas 2ː1.

## Identificación
El talco es un mineral relativamente fácil de identificar de visu. Su rasgo más característico es su baja dureza, de 1 en la escala de Mohs, y, por tanto es un mineral que puede ser rayado por la inmensa mayoría de minerales. El talco puede presentar diferentes colores, aunque normalmente es blanco, puede ser también beige, gris, amarillo, marrón, rosa, lila, azul, verde, y raramente incoloro. Cuando se encuentra bien cristalizado forma cristales monoclínicos, aunque es más frecuente encontrarlo formando masas o agregados a menudo foliados. También se puede encontrar formando masas fibrosas, micáceas, radiales o botrioides. En el caso de los cristales, son bastante raros, presentan crecimientos tabulares y suelen ser microscópicos. El talco también se puede encontrar pseudomorfizante algunos minerales asumiendo su forma original. Los minerales más frecuentes que pseudomorfiza suelen ser el cuarzo, la calcita, la dolomita y algunos piroxenos.
El talco suele ser transparente y presenta una gravedad específica de 2,7 a 2,8, una brillo que puede variar entre grasa, cerosa o nacarada y una tenacidad séctil. El talco también se caracteriza por presentar un tacto graso. En algunos casos puede ser ligeramente fluorescente en luz ultravioleta.

## Yacimientos
El talco suele aparecer de forma masiva (forma también llamada esteatita o saponita) y pocas veces en cristales bien formados. Se forma por metamorfismo de silicatos de magnesio como olivinos, piroxenos o anfíboles (es una roca metamórfica).

## Procedencia

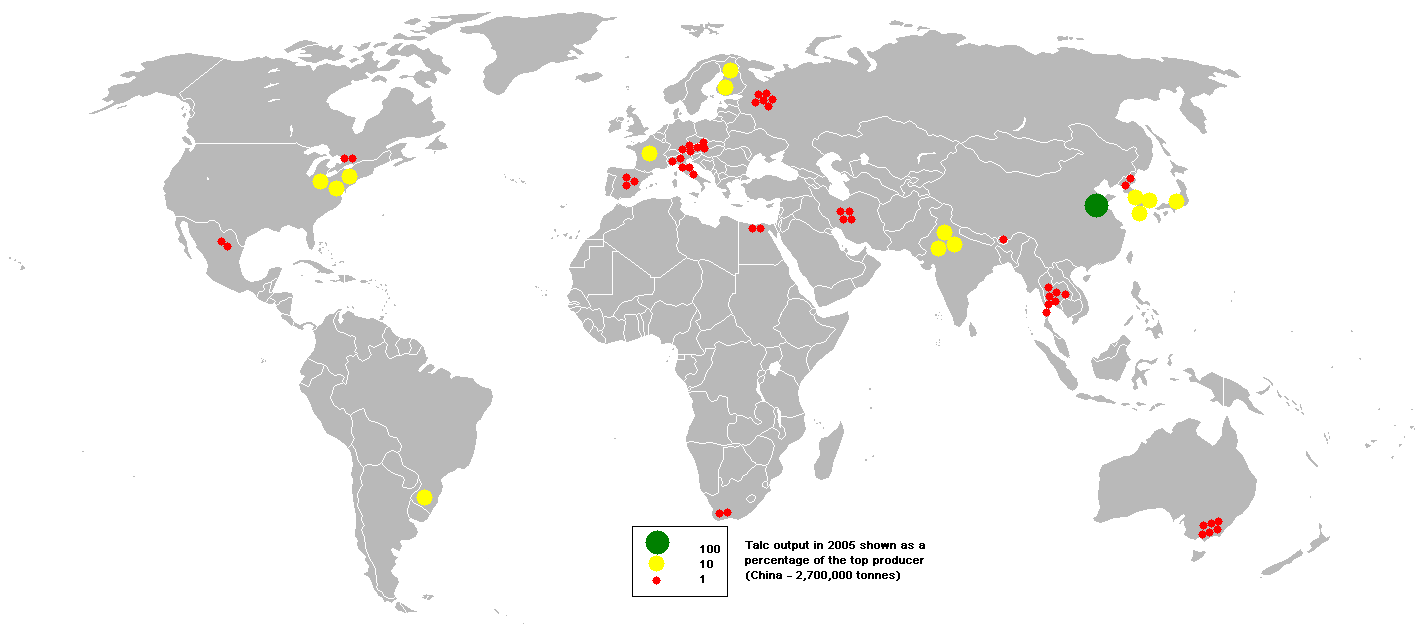
Producción de talco en 2005

El talco es un mineral metamórfico común en los cinturones metamórficos que contienen rocas ultramáficas, como la  piedra jabón (una roca de alto contenido en talco), y en los terráneos metamórficos de tipo esquisto blanco y esquisto azul. Entre los principales ejemplos de esquistos blancos se incluyen el cinturón metamórfico franciscano del oeste de Estados Unidos, los Alpes europeos occidentales, especialmente en Italia, ciertas áreas del Bloque Musgrave, y algunos orógenos colisionales como el Himalaya, que se extiende a lo largo de Pakistán, India, Nepal y Bután.

## Importancia industrial

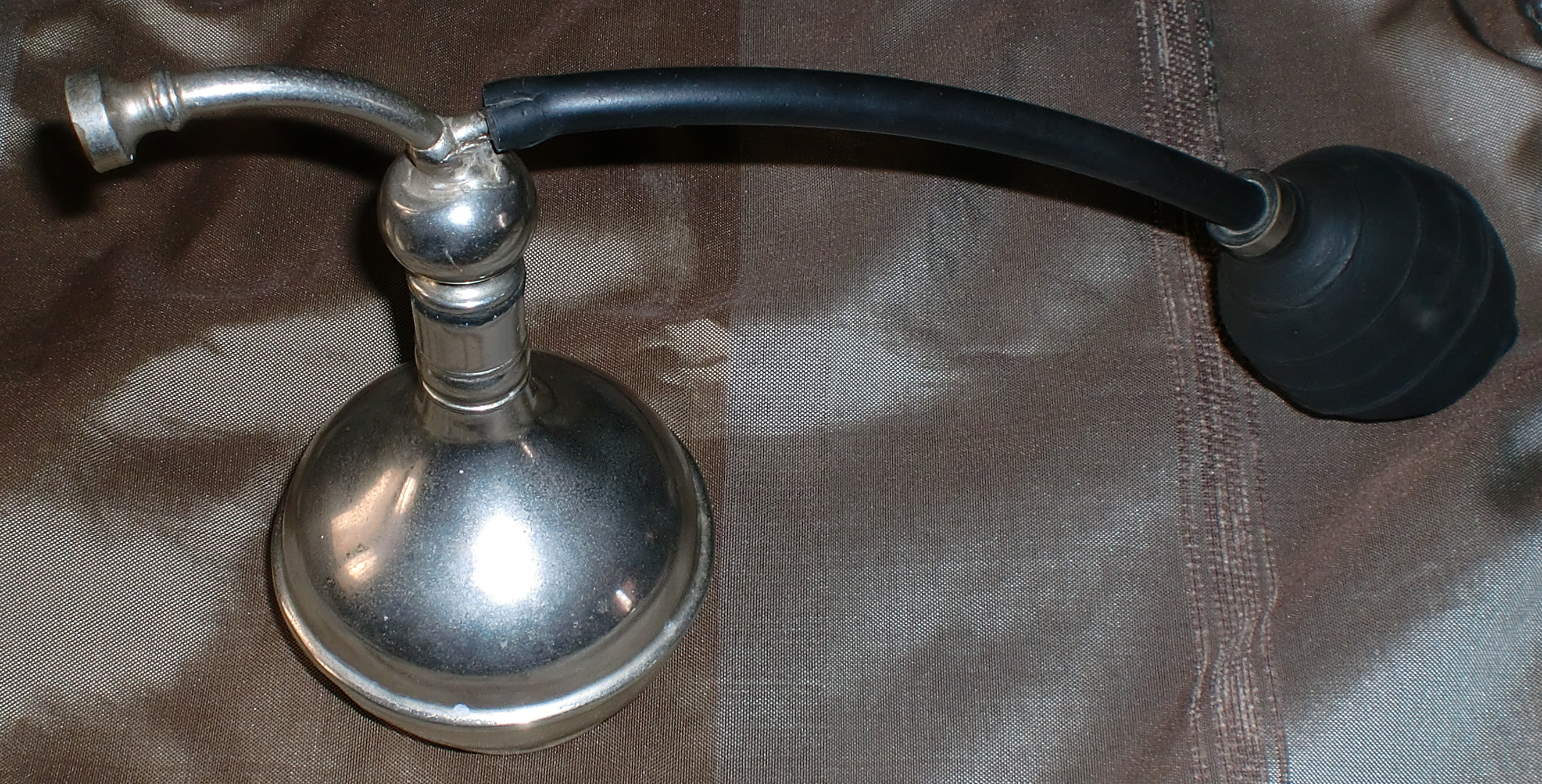
Antigua talquera de plata utilizada en peluquería.

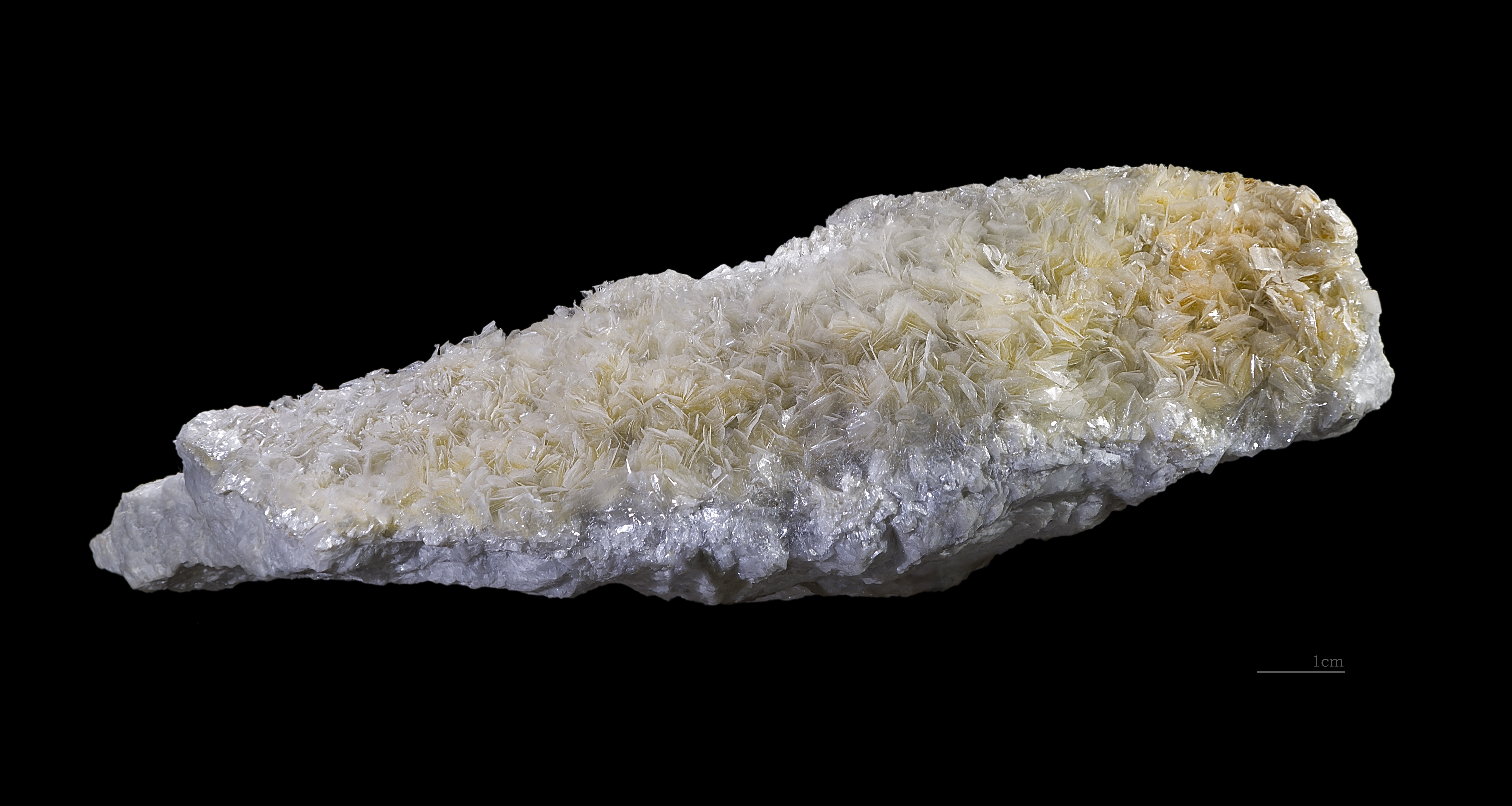
Cristales de talco.

Se utiliza en diversas aplicaciones. En forma de polvo se utiliza como relleno en la fabricación de papel y cartulina, para lacas y pinturas, en la industria cerámica, como aditivo de gomas y plásticos, así como para prevenir irritaciones de la piel y para hidratar esta. Por su resistencia a elevadas temperaturas se utiliza en la fabricación de materiales termorresistentes. Es la base de muchos polvos en la cosmética  y productos farmacéuticos. Se utiliza en la industria alimentaria como E553b. En sastrería se le conoce como "jaboncillo de sastre".

## Seguridad
Se han planteado sospechas de que el uso de talco contribuye a ciertos tipos de enfermedades, principalmente cánceres de ovario y pulmón. Según la IARC, el talco que contiene amianto se clasifica como agente del grupo 1 (carcinógeno para los humanos), el uso de talco en el perineo se clasifica como del grupo 2B (posiblemente carcinogénico para los humanos) y el talco que no contiene amianto se clasifica como del grupo 3 (inclasificable en cuanto a carcinogenicidad en humanos). Las revisiones realizadas por Cancer Research UK y la Sociedad Estadounidense del Cáncer concluyen que algunos estudios han encontrado una relación, pero otros estudios no.

### Potencialmente cancerígeno
La Organización Mundial de la Salud (OMS) calificó al talco como "potencialmente cancerígeno" en humanos, tras ponderar estudios recientes, sobre todo en lo que atañe al cáncer de ovarios. La Agencia Internacional para la Investigación del Cáncer (IARC), la agencia contra el cáncer de la OMS, llegó a esta conclusión tras haber evaluado la carcinogenicidad del talco y el acrilonitrilo. El resultado de la evaluación se publicó en un artículo resumido en The Lancet Oncology y se describirá en detalle en el Volumen 136 de las Monografías de la IARC, que se publicará en 2025.

## Toxicidad

### Exposición al talco
La intoxicación con polvo de talco se puede dar por diversos mecanismos: inhalación, ingestión o vía intravenosa, principalmente.
En intoxicación por ingestión podemos encontrar casos en los que el talco se utiliza para pulir arroz, como aditivo coadyuvante en la obtención de aceite de oliva y de aceite de orujo, y como excipiente en muchos medicamentos, pudiendo dar lugar a úlceras o cáncer de estómago.[cita requerida]
Por vía intravenosa se podría producir una obstrucción de los vasos retinianos, debido a que en algunos casos el talco se encuentra como
impureza en la heroína.
En general, el talco se emplea como adulterante en diversas drogas, entre las que cabe destacar la heroína y la cocaína, entre otras.

### Sintomatología
En caso de inhalación: por una exposición aguda pueden
aparecer problemas respiratorios e irritación de la tráquea. En el caso de exposición crónica aparece dolor torácico, insuficiencia respiratoria y sibilancias.
En caso de contacto con la piel: el contacto directo puede producir sequedad o una leve irritación de la piel. Pueden aparecer ampollas. Labios, uñas y piel morados.
En caso de contacto con los ojos: el contacto directo produce irritación de los ojos. Si el contacto es prolongado puede producir inflamación.
En el caso de ingestión: diversos estudios en roedores revelan que la ingestión prolongada del talco tiene resultados carcinogénicos.
Produce también toxicidad sobre otros sistemas: 
- Vejiga y riñones: disminución del gasto urinario.
- Gastrointestinales: diarrea y vómitos.
- Hematológica y corazón: hipotensión, desmayos y convulsiones.
- Sistema nervioso: somnolencia, fiebre, apatía, fasciculaciones o tics de los músculos faciales o extremidades tanto superiores como inferiores.

#### Pronóstico
El pronóstico de una persona intoxicada por el talco va a depender de la cantidad de tóxico ingerido o inhalado y la rapidez con la que se haya actuado ante la intoxicación siendo la probabilidad de recuperación mayor cuanto más rápido se reciba el tratamiento.

### Recomendaciones ante una intoxicación
- En el caso de que sea inhalado: mover a la persona al aire fresco. En el caso de parada respiratoria realizar la respiración artificial.
- En caso con contacto con la piel: eliminar lavando con jabón y abundante agua.
- En caso de contacto con los ojos lavado con agua abundante durante al menos 15 minutos o solución salina.
- En caso de ingestión: enjuagar la boca con agua y no provocar el vómito.